# Балуан (вулкан)
Вулкан Балуан — вулкан, расположенный на одноимённом острове, входящий в состав провинции Манус, Папуа — Новая Гвинея.
Балуан - стратовулкан, высотой 254 метра. Расположен к югу от острова Манус.
Вулкан начал формироваться в позднем плейстоцене и закончил свою деятельность в эпоху голоцена. Вулканическая активность не зафиксирована в историческое время, хотя вблизи вулкана имеются тёплые источники, а также находящиеся к северу от вулкана небольшие островки, которые являются результатом ранней деятельности вулкана.
Вулкан состоит преимущественно из базальта, что его выделяет по составу от близлежащих вулканов, в состав которых преимущественно входит риолит. Единственный достоверный отчёт о вулканической активности вблизи острова Балуан был описан в 1931 году и то неизвестно, является это следствием деятельности вулкана Балуан. Отложения пирокластических потоков вулкана расположены на северной оконечности острова. Склоны вулкана и сам кратер покрыты тропическими лесами.